# Promachus horishanus
Promachus horishanus là một loài ruồi trong họ Asilidae. Promachus horishanus được Matsumura miêu tả năm 1916. Loài này phân bố ở miền Ấn Độ - Mã Lai.